# Rigische Anzeigen
Rigische Anzeigen von allerhand Sachen, deren Bekanntmachung dem gemeinen Wesen nöthig und nützlich ist (Titel der ersten Ausgabe vom Montag, dem 7. Januar 1762, Datum nach dem Julianischen Kalender) war das erste regelmäßige Presseorgan der Region, das im lettischen Riga erschien. Das Gebiet gehörte ab 1721 zum Russischen Kaiserreich. 
Die wöchentlich erscheinende Zeitung in deutscher Sprache und einem Umfang von acht Seiten wurde 1852 eingestellt.